# Tectaria microchlamys
Tectaria microchlamys är en ormbunkeart som beskrevs av Holtt. Tectaria microchlamys ingår i släktet Tectaria och familjen Tectariaceae. Inga underarter finns listade.